# Хемофилия
Хемофилията (Haemophilia) е генетично заболяване, свързано със затруднено кръвосъсирване, което води до предвидима или спонтанна загуба на кръв, която при заболелите е по-голяма от нормалното.

## Същност на заболяването
При засягане на кръвоносен съд отначало се активират клетки, наречени тромбоцити, които запушват съда, за да спрат кървенето. Освен това, вследствие на поредица от каскадно активирани химични процеси се формира гъста мрежа от нишки, изградени от фибрин. Образуването на фибриновата мрежа става с участието на белтъчните фактори – I, II, III, V, VII, VIII, IX, X, XI, XII, XIII, фактор на Von Willebrand и двувалентен калциев катион (понякога наричан фактор IV). Образно казано, тази система функционира на принципа на доминото, но когато един от тези белтъци липсва или не работи добре, верижната реакция не е ефективна и съсирекът, дори да се образува, е нестабилен и позволява нараняването да прокърви отново. Такъв е случаят и при заболелите от хемофилия. Най-разпространени са хемофилия А (класическа хемофилия), свързана с недостига на фактор VIII и хемофилия Б (Christmas disease), предизвикана от недостиг на фактор IX. При хемофилията (независимо от кой тип) тежестта на заболяването обикновено се класифицира по следния начин:
- тежка – с по-малко от 1% фактор VIII;
- умерена или среднотежка – с 1 – 2%;
- лека – от 2 до 10%.

Понякога се въвежда и още една категория на тежестта на заболяването, т. нар. субхемофилия – с нива на дефицитния фактор от 10 до 40 %. Не винаги, обаче, клинично проявената тежест на заболяването корелира с нивото на дефицитния фактор в кръвта на болния. Хемофилия А се среща около 4 – 5 пъти по-често от хемофилия Б.

## Предаване на заболяването
Тъй като жените имат две X-хромозоми, в повечето от случаите те не показват клинично значими признаци на заболяването, тъй като дори едната Х-хромозома да е засегната, другата компенсира нужните фактори за съсирването на кръвта. В този случай жените са само носители. Макар и рядко, се срещат и жени с клинично изразена хемофилия – най-често поради преференциална инактивация на „здравата“ Х-хромозома, или по-рядко, поради унаследяване на две „болни“ Х-хромозоми и пр. При мъжете, обаче, има само една X-хромозома и една Y-хромозома. Тъй като Y-хромозомата практически не притежава гените, нормално намиращи се върху Х-хромозомата, при наличие на мутация в Х-хромозомата, асоциираното заболяване се проявява. 50% процента от мъжете, чиято майка е носител, се раждат болни. Ако бащата е засегнат от заболяването, то той ще има здрави синове, а дъщерите му ще бъдат носители.

## Какво не знам
Много хора смятат, че хората с хемофилия губят много кръв главно от малки порязвания, от външни рани. Всъщност те почти винаги не са толкова сериозни за разлика от вътрешните. Вътрешните кръвоизливи възникват при ставите: коленете, лактите, глезените, при мускулите, а тези които се случват с централни органи като мозъка завършват в повечето случаи с фатален край. При тежките форми на болестта масивни кръвоизливи могат да възникнат без видима причина и по-точно – вследствие на нормално непрекъснато случващите се микротравми на кръвоносните съдове. При по-леките форми болестта може да остане незабелязана години наред.

## Начини на борба със заболяването
Осъществяват се чрез преливане на плазма (прясна или замразена) или на дефицитните фактори VIII и IX. Те могат да бъдат извлечени по различни начини от донорска плазма (човешка, свинска) или да бъдат получени по рекомбинантна технология. Използването на плазма и плазмени продукти винаги носи опасност от кръвно-трансмисивни заболявания. Поради това, все повече, включително и в България, се използват рекомбинантни препарати. Правят се и постъпки в посока на изготвяне на генна терапия. При някои болни се образуват антитела (инхибитори) към преливания фактор на кръвосъсирването.

## Любопитно
Хемофилията е едно от множеството заболявания, предавани в европейските аристократични семейства (друго подобно заболяване е акутната интермитентна порфирия). През XIX и ХХ век, хемофилията е разпространена почти във всички кралски семейства в Европа. Няма данни относно типа хемофилия. За неин източник се смята Кралица Виктория. Тя има освен пет дъщери, от които, според данните от родословния анализ, със сигурност поне две са носителки на болестта, така и един болен от хемофилия син – Принц Леополд. Нито един от болните мъже, освен принц Леополд, не успява да доживее достатъчно дълго, за да остави наследници, така че болестта е разпространена основно от дъщерите на Кралица Виктория и от дъщерята на принц Леополд. Друг известен неин наследник също заболява от тежката болест – правнукът ѝ Алексей Николаевич, син на внучката ѝ Алиса Хесен-Дармщатска, прекръстена на Александра Фьодоровна при въвеждането ѝ в руското царско семейство и венчавката ѝ с руския император Николай II. Отчаяни и силно обезпокоени за здравето на сина си, двамата се обръщат към монаха Григорий Распутин, за когото се твърди, че е успявал да контролира болестта на момчето чрез хипноза. Като се имат предвид природата на заболяването и фактът, че хемофилията при престолонаследника Алексей е в тежка форма, това очевидно е малко вероятно, но е сигурно, е че Распутин успява да контролира доста умело царското семейство.  